# Pühalepa (commune)
Pour le village, voir Pühalepa.
Pühalepa (autrefois : Pühhalep) est une ancienne commune rurale située dans le comté de Hiiu en Estonie.

## Géographie

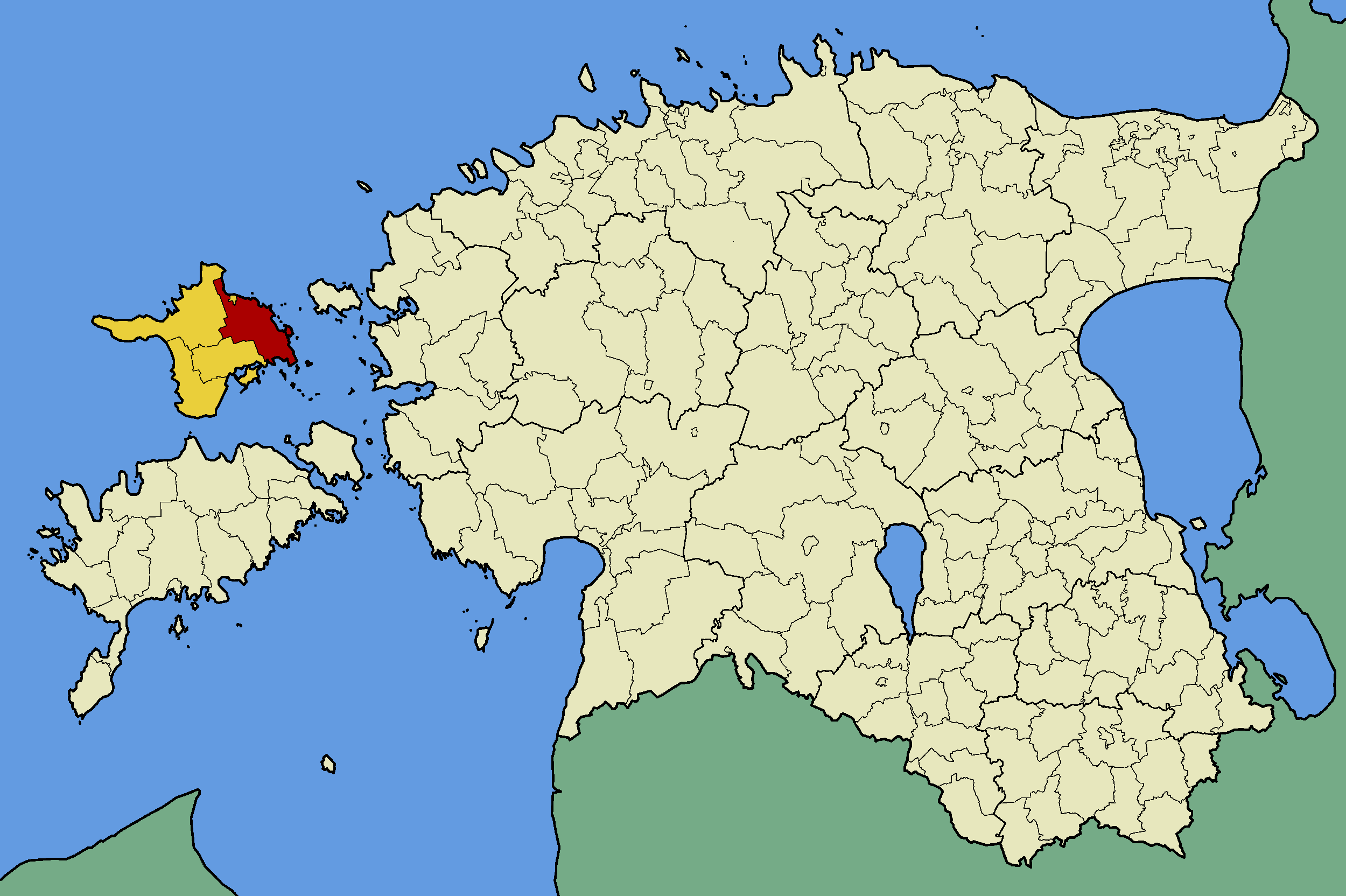
La commune de Pühalepa (rouge) dans le comté de Hiiu (jaune).

La commune s'étendait sur 255 km2 au nord-est de l'île de Hiiumaa et comprenait le village de Tempa et 47 autres : Ala, Aruküla, Hagaste, Harju, Hausma, Hellamaa, Heltermaa, Hiiessaare, Hilleste, Kalgi, Kerema, Kukka, Kuri, Kõlunõmme, Leerimetsa, Linnumäe, Loja, Lõbembe, Lõpe, Määvli, Nõmba, Nõmme, Palade, Paluküla, Partsi, Pilpaküla, Prählamäe, Puliste, Pühalepa, Reikama, Sakla, Salinõmme, Sarve, Soonlepa, Suuremõisa, Suuresadama, Sääre, Tammela, Tareste, Tubala, Undama, Vahtrepa, Valipe, Viilupi, Vilivalla et Värssu.

## Histoire
En octobre 2017, elle est fusionnée avec les autres communes du comté de Hiiu pour former la nouvelle commune de Hiiumaa.

## Démographie
La population s'élevait à 1 547 habitants en 2011.

## Culture et patrimoine
- L'église de Pühalepa (XIIIe siècle)
- Le manoir de Suuremõisa (XVIIIe siècle)